# Petra Knyrim
Petra Knyrim (* 1967) ist eine deutsche Grafikdesignerin und Typografin.

## Leben
Petra Knyrim studierte Kommunikationsdesign und Typografie an der Fachhochschule Darmstadt bei Christof Gassner und Peter von Kornatzki und an der Fachhochschule Düsseldorf (heute Hochschule Düsseldorf) bei Klaus Hesse und Uwe Loesch.
Gemeinsam mit Stefan Nowak gründete sie 1994 das Büro nowakteufelknyrim (ntk) für Kommunikation und Ausstellungsdesign in Düsseldorf mit Dependancen in Berlin und München. Die Agentur zeichnet unter anderem verantwortlich für die Dauerausstellung im Geldmuseum der Deutschen Bundesbank Frankfurt, für das Museum der Badekultur in Zülpich, für die Neugestaltung der Abteilung Fotografie und Film im Deutschen Museum sowie für innovative Leit- und Orientierungssysteme, u. a. für die Stadt Düsseldorf und die Universitätsbibliothek Münster.
2005 wurde Knyrim mit dem Designpreis des Landes NRW ausgezeichnet, 2008 wurde sie zum Designwettbewerb Kieler Woche eingeladen.
Sie lebt in Düsseldorf.

## Publikationen
- Bookdesigns Worldwide, International Book Publishing Center, Liaoning Science and Technologie House, 2011
- Calendardesigns Worldwide, International Book Publishing Center, Liaoning Science and Technologie House, 2011
- Wayfinding Designs Worldwide, International Book Publishing Center, Liaoning Science and Technologie House, 2010
- einszueins – Positionen zum Ausstellen, Herausgeber/Autor, Modo Verlag Freiburg, 1999, ISBN 3-922675-20-4
- area – 100 Graphic Designers 010 Curators, Phaidon Press New York, 2005, Deutsch ISBN 0-7148-4515-9, Englisch ISBN 978-0-7148-4515-9
- New Visual Works – German Graphic Style, Liao Ning Technological Publishing Co, 2007, ISBN 978-7-5381-5027-8
- Zeichengeschichten, Mitautorin u. a., Modo Verlag Freiburg, 2007, Deutsch ISBN 978-3-937014-66-1, Englisch ISBN 978-3-937014-67-8
- sushi – Jahresmagazin für junge Kreativität, Mitautorin, Herausgeber Art Directors Club für Deutschland, 2002

## Ausstellungen (Auswahl)
- 2010: Design Expo Taipei, Korea „German Shades of Green – Sustainable Design from Germany“
- 2009: Graphic Design Biennale Germany China 2009, GDC Qujiang, Xiàn, China
- 2008–2011: Die Dimension der Fläche – Kommunikationsdesign in Deutschland, German Design Council. Berlin, Paris, Tokio
- 2005: Ball im Kopf. Kult ums Kicken, Museum für Kunst und Gewerbe Hamburg
- 2003: 11 designer für Deutschland, Präsentation und Ausstellung, Universität der Künste Berlin
- 2001: International Design Exhibition Osaka, Japan Design Foundation, Osaka
- 1999: Die hundert schönsten Bücher, Stiftung Buchkunst, Buchmesse Leipzig
- 1995, 1997 und 1999: 100 Beste Plakate, Stadtbibliothek, Berlin
- 1994: Type Directors Club New York
- 2021: Ein Garten, der sich einmal täglich um sich selber dreht (mit Thomas Stricker), Weltkunstzimmer, Düsseldorf